# 90-я улица — Элмхерст-авеню (линия Флашинг, Ай-ар-ти)
|   |     |     |     |   |
| · | · л | · э | · л | · |

|   |     |     |     |   |
| · | · л | · э | · л | · |

«90-я улица — Элмхерст-авеню» (англ. 90th Street–Elmhurst Avenue) — станция Нью-Йоркского метрополитена, расположенная на линии Флашинг, Ай-ар-ти. Станция находится в Элмхерсте, Куинс, на пересечении 90-й улицы и Рузвельт-авеню. На станции останавливается маршрут 7 (круглосуточно). Станцию проходит без остановки маршрут <7> (в часы пик в пиковом направлении).
Станция имеет эстакадное расположение, и открыта 21 апреля 1917 года в составе третьей очереди линии Флашинг, Ай-ар-ти. Она расположена на трёхпутном участке линии и состоит из двух боковых платформ, обслуживающих только внешние локальные пути.
Станция окрашена в коричневые и бежевые тона. Навес располагается только в центральной части платформы, там же располагается единственный выход. Платформы ограждены бежевым, невысоким забором. Таблички с названием станции стандартные — белая надпись на чёрном фоне. Имеется мезонин, где располагаются турникеты. Оттуда, в город, ведут два выхода: один на перекрёсток пересечение 90-й улицы с Рузвельт-авеню, другой — на перекрёсток Элмхёрст-авеню, Кейс-стрит и Рузвельт-авеню.
До 1949 года эта часть линии Флашинг (Ай-ар-ти) использовалась двумя компаниями — Ай-ар-ти (англ. IRT) и Би-эм-ти (англ. BMT), вместе со станциями линии Астория (Би-эм-ти). Некоторое время платформы станции даже были разделены на две части, каждая из которых обслуживала поезда только своей одной компании. Подобный режим работы был характерен для всех станций «двойного использования».

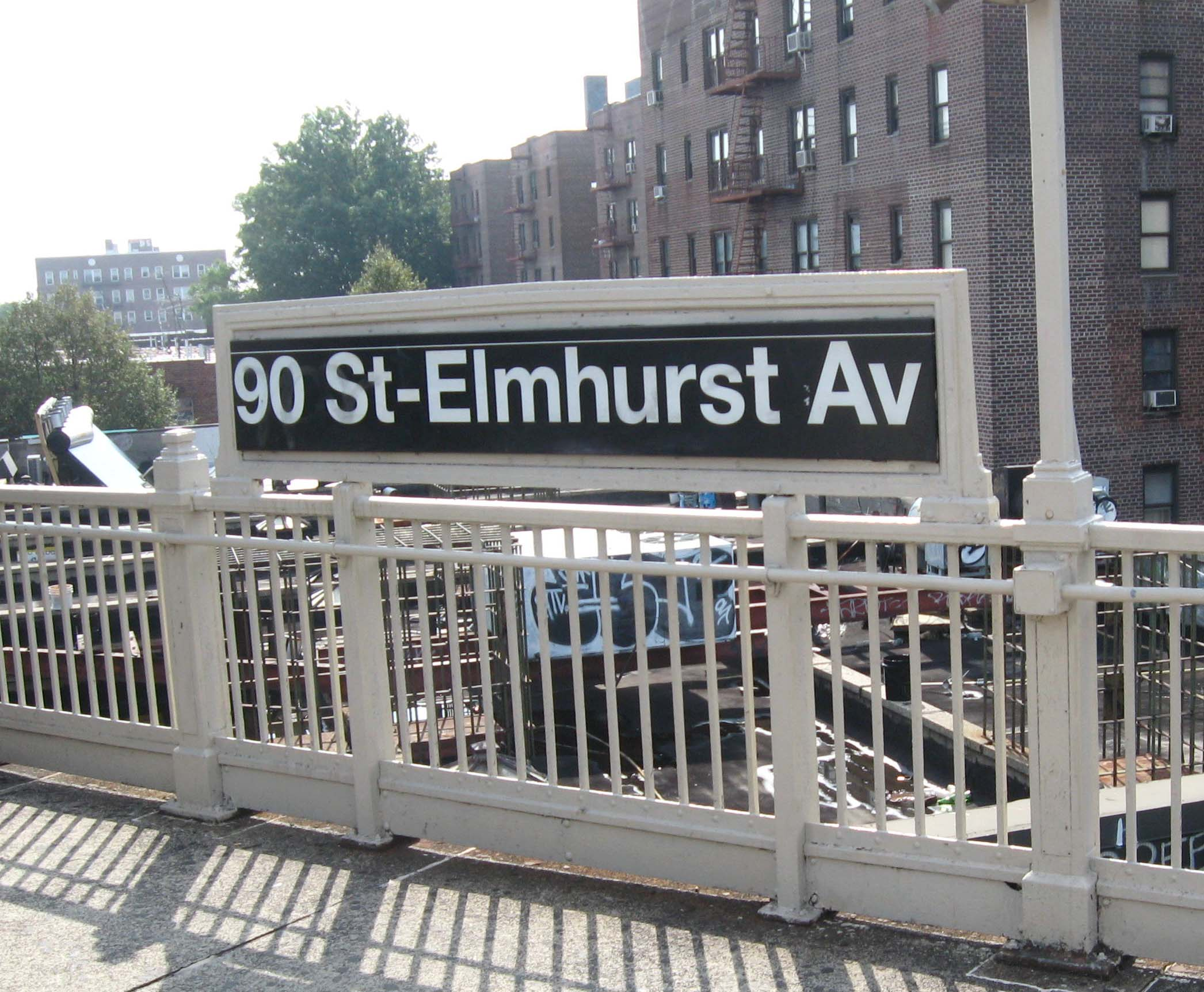
Платформа из Манхэттена